# Iváncsik Gergő
Iváncsik Gergő (Győr, 1981. november 30. –) magyar válogatott kézilabdázó.

## Családja
Családjában több kiváló kézilabda-játékos is található, édesapja, Iváncsik Mihály korábbi világválogatott jobbszélső, két testvére: Iváncsik Tamás és Iváncsik Ádám szintén élvonalbeli tehetséges játékosok. Felesége, Veronika 2009. február 3-án adott életet első gyermeküknek, Máténak.

## Sportpályafutása
Győrben az általános iskolájában kezdett kézilabdázni, majd a Győri ETO utánpótláscsapatához került. A felnőttcsapatban 1998-ban 17 évesen mutatkozott be. A tehetséges fiatal játékost 2000-ben igazolta le a veszprémi Fotex. Ennél a klubnál több hazai és nemzetközi sikert is elért, Bajnokok Ligája döntőt játszhatott, a Kupagyőztesek Európa-kupájában pedig győznie is sikerült csapatával, pályafutása végéig hűséges maradt a bakonyi csapathoz. 2017 nyarán fejezte be pályafutását.
A korosztályos válogatottakkal is szép sikereket ért el, 1997-ben az ifjúsági Európa-bajnokságon bronzérmes volt, két évvel később pedig megnyerték a bajnokságot. A junior válogatottal 2001-ben világbajnoki negyedik helyezett lett. A felnőtt válogatottban 2000-től tizenhét éven át volt válogatott, címeres mezben 270 mérkőzésen 696 gólt szerzett. Két olimpián vett részt, 2004-ben Athénban és 2012-ben Londonban ahol mind a kétszer a negyedik helyet szerezte meg a férfi kézilabda-válogatott. 2013 januárjában, a világbajnokság után, egy évre lemondta a válogatottságot. 2013 októberében Mocsai Lajos hívására visszatért a nemzeti csapatba, amellyel a 2017-es világbajnokság volt az utolsó világversenye.

## Sikerei
Veszprém KSE
- Magyar bajnok: 16-szoros győztes: 2001, 2002, 2003, 2004, 2005, 2006, 2008, 2009, 2010, 2011, 2012, 2013, 2014, 2015, 2016, 2017
  - 2. helyezett: 2007
- Magyar kézilabdakupa: 14-szeres győztes: 2002, 2003, 2004, 2005, 2007, 2009, 2010, 2011, 2012, 2013, 2014, 2015, 2016, 2017
- EHF-bajnokok ligája: döntős: 2002, 2015, 2016
- EHF-kupagyőztesek Európa-kupája: győztes : 2008
- SEHA-ligagyőztes: 2015, 2016
- Európai Szuperkupa döntős: 2008

Magyarország
- 2-szeres olimpiai negyedik helyezett: 2004, 2012
- 2-szeres vb-6.: 2003, 2009
- 3-szoros EB-8.: 2008, 2012, 2014
- Világkupa 7. helyezett: 2004

## Díjai, elismerései
- Az év magyar kézilabdázója (2010)
- Magyar Arany Érdemkereszt (2012)
- Világválogatott (2010)